# Розарий Провена
Розарий Прове́на (Roseraie de Provins) — ботанический сад-розарий, расположенный в Провене (департамент Сена и Марна, Франция). Основанный в середине XX века Жаном Визье, в середине 1990-х годов розарий был заброшен и пришёл в упадок. После реконструкции 2007—2008 годов он раскинулся на площади в 3 гектара. Находится на территории Нижнего города, подходя вплотную к подножию Верхнего города.
Согласно легенде, первые розы на территории Франции были выращены в Провене после того, как граф Шампани Тибо IV (1201—1253), возвратившись из Крестового похода в Святую землю в 1240 году, привёз с собой на родину первые кусты. В течение многих веков, плоть до начала XIX века, провенская роза составляла богатство города и его окрестностей.
История культивирования роз представлена по темам, начиная со старинных сортов, галльских и дамасских роз, чайно-гибридных роз, а затем современных сортов. Всего в розарии выращивается более 300 различных видов роз. Кроме цветов, в саду выращиваются традиционные лекарственные растения.
При розарии есть выставочный зал, магазин книг и сувениров, а также чайный салон.